# Storoji Pérvie
Storoji Pérvie - Сторожи Первые (rus) - és un khútor del krai de Krasnodar, a Rússia. Es troba a la vora esquerra del riu Sossika, afluent del Ieia, davant de Zàpadni Sossik. És a 14 km al sud-est de Staromínskaia i a 157 km al nord de Krasnodar.
Pertany al khútor de Vostotxni Sossik.